# Philodromus kalliaensis
Philodromus kalliaensis es una especie de araña cangrejo del género Philodromus, familia Philodromidae. Fue descrita científicamente por Levy en 1977.

## Distribución
Esta especie se encuentra en Israel.